# 老子製作所
株式会社老子製作所（おいごせいさくじょ）は、富山県高岡市戸出栄町47-1に本社を置く企業。江戸時代中期創業。1948年（昭和23年）設立。
高岡銅器の流れを汲んでおり、これまでに2万口以上の梵鐘を製造したとされる。2010年（平成22年）時点では梵鐘、建造物、産業機械の3事業が売上高の3分の1ずつを分け合っていた。2021年（令和3年）時点では日本における梵鐘のシェア約70%を占めていた。

## 歴史

### 近世
江戸時代中期、越中国礪波郡戸出村（現・富山県高岡市）に創業した。江戸時代には梵鐘、鍋、釜、火鉢などを製造した。

### 近代
1868年（明治元年）には屋号を「老子」とした。
太平洋戦争中の1943年（昭和18年）には舞鶴海軍工廠の監督工場に指定された。戦時中には全国の寺院から梵鐘が供出された。

### 現代

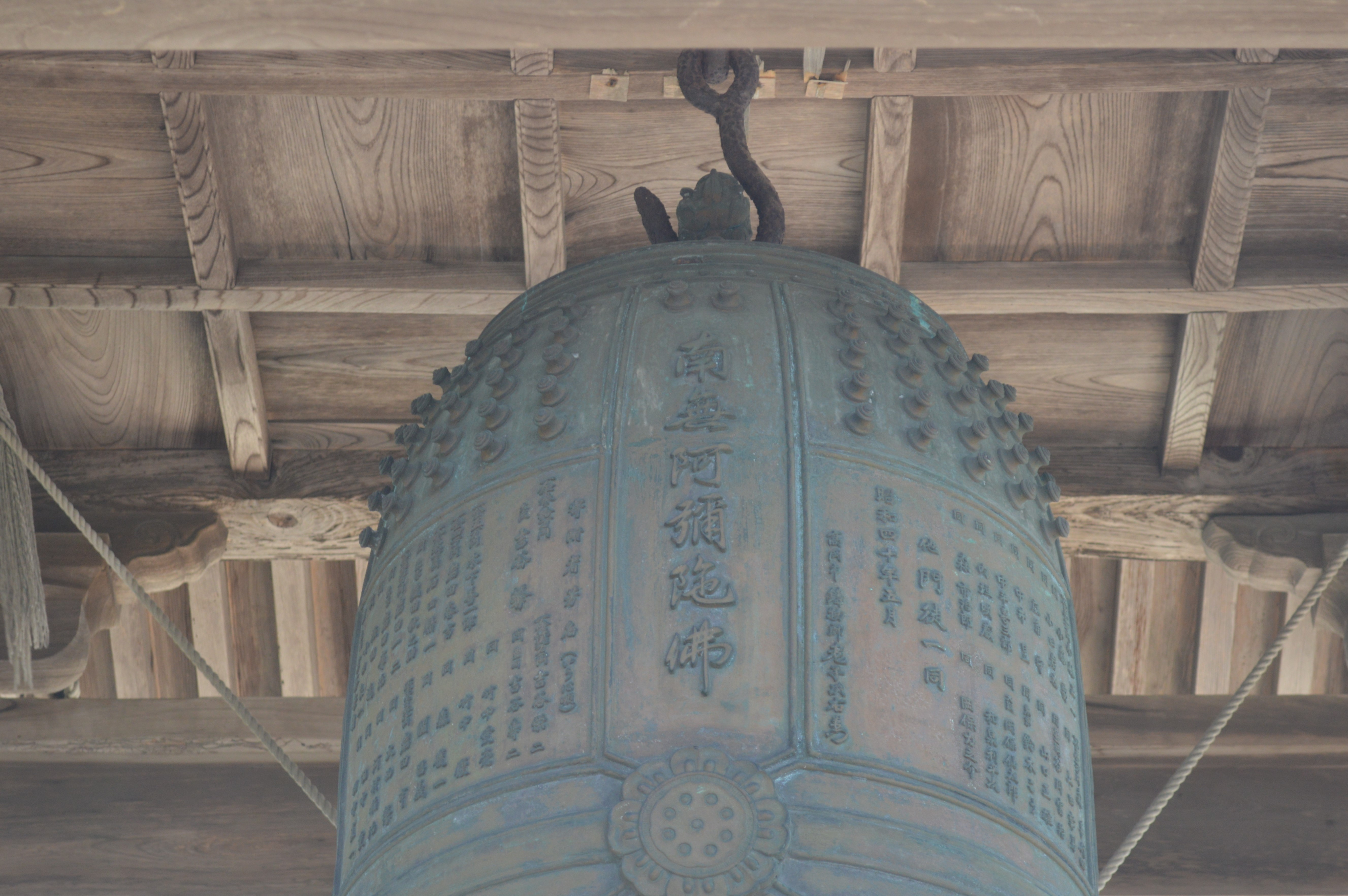
長明寺梵鐘（京都府京丹後市）

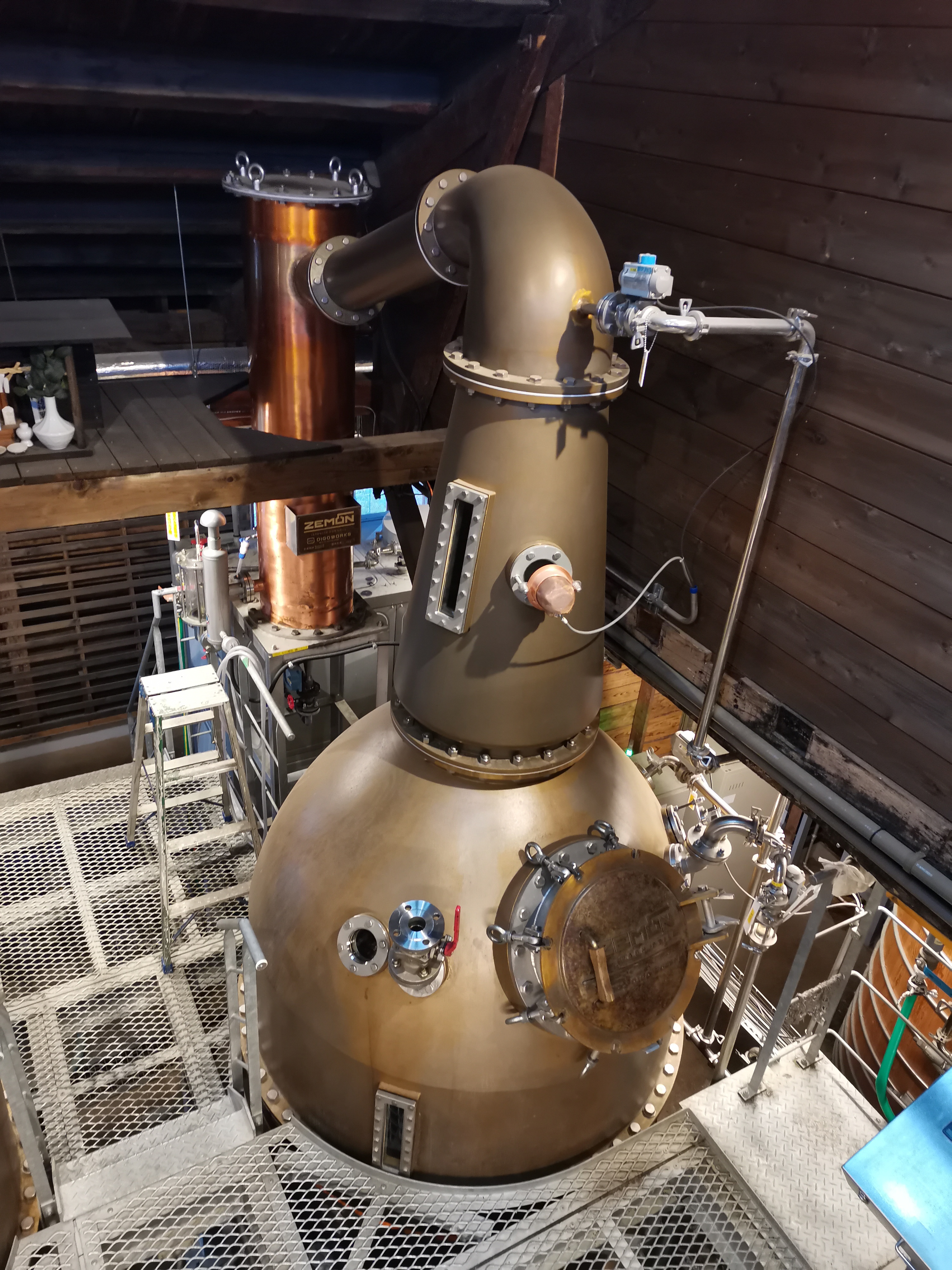
ポットスチル「ZEMON」（富山県砺波市）

1946年（昭和21年）には梵鐘などを製造を再開した。他に先駆けて混練機やクレーンなどの機械化を進め、梵鐘の標準品を作り上げて量産化に成功した。梵鐘を失った寺院から注文が殺到し、ピーク時には年間200口もの梵鐘を鋳造した。1948年（昭和23年）には株式会社老子製作所を設立し、様々な鋳鉄製品の製造に取り組んだ。1955年（昭和30年）、7代目老子次右衛門が黄綬褒章を受章した。
1973年（昭和48年）には三笠宮崇仁親王による工場の視察を受けた。この頃には大型銅像や大型寺院仏具などを本格的に製造するようになった。1981年（昭和56年）には高松宮宣仁親王による二上山の平和の鐘の視察を受けた。1983年（昭和58年）には秋篠宮文仁親王による工場の視察を受けた。
1985年（昭和60年）には本社工場を移転させ、高岡市郊外の高岡銅器団地（戸出銅器団地）に移った。同年には8代目老子次右衛門が富山県によって「郷土の先覚100人」に選ばれた。1992年（平成4年）のジャパンエキスポ富山には梵鐘とカリヨンを出品した。1995年（平成7年）には高岡商工会議所より創業100年以上の事業所として表彰された。1997年（平成9年）には西川實が通産省によって伝統工芸士に認定され、2003年（平成15年）には西川實が厚生労働省によって高度熟練技能者に認定された。2004年（平成16年）には代表取締役会長の元井實が伝統工芸高岡銅器振興協同組合理事長に就任した。
2010年（平成22年）のフジテレビ系テレビドラマ「浅見光彦シリーズ」第36作「鐘」は、老子製作所の元鋳造師が崖から転落死する事件が展開され、俳優の草野徹がこの鋳造師を演じた。2019年（令和元年）、三郎丸蒸留所と共同でポットスチル「ZEMON」（ぜもん）を製造した。世界初となる鋳銅製のポットスチルであり、名称は老子次右衛門（じえもん）に由来している。
1991年（平成3年）3月期の売上高は12億6600万円でピークを記録したが、2018年（平成30年）3月期には約3億円に落ち込んでいた。2021年（令和3年）6月28日、富山地方裁判所高岡支部に民事再生法の適用を申請した。負債総額は約10億6000万円。

## 歴代当主
- 7代目老子次右衛門 - 1878年（明治11年）1月19日[9]、6代目老子次右衛門の長男として富山県高岡金屋町に生まれた[6]。本名は喜八。喜多万右衛門の下で修業し、33歳の時に独立した[6]。戦後に株式会社老子製作所を設立した[6]。黄綬褒章、紺綬褒章、勲六等単光旭日章を受章[6]。1962年（昭和37年）6月25日没[9]。

## 作品

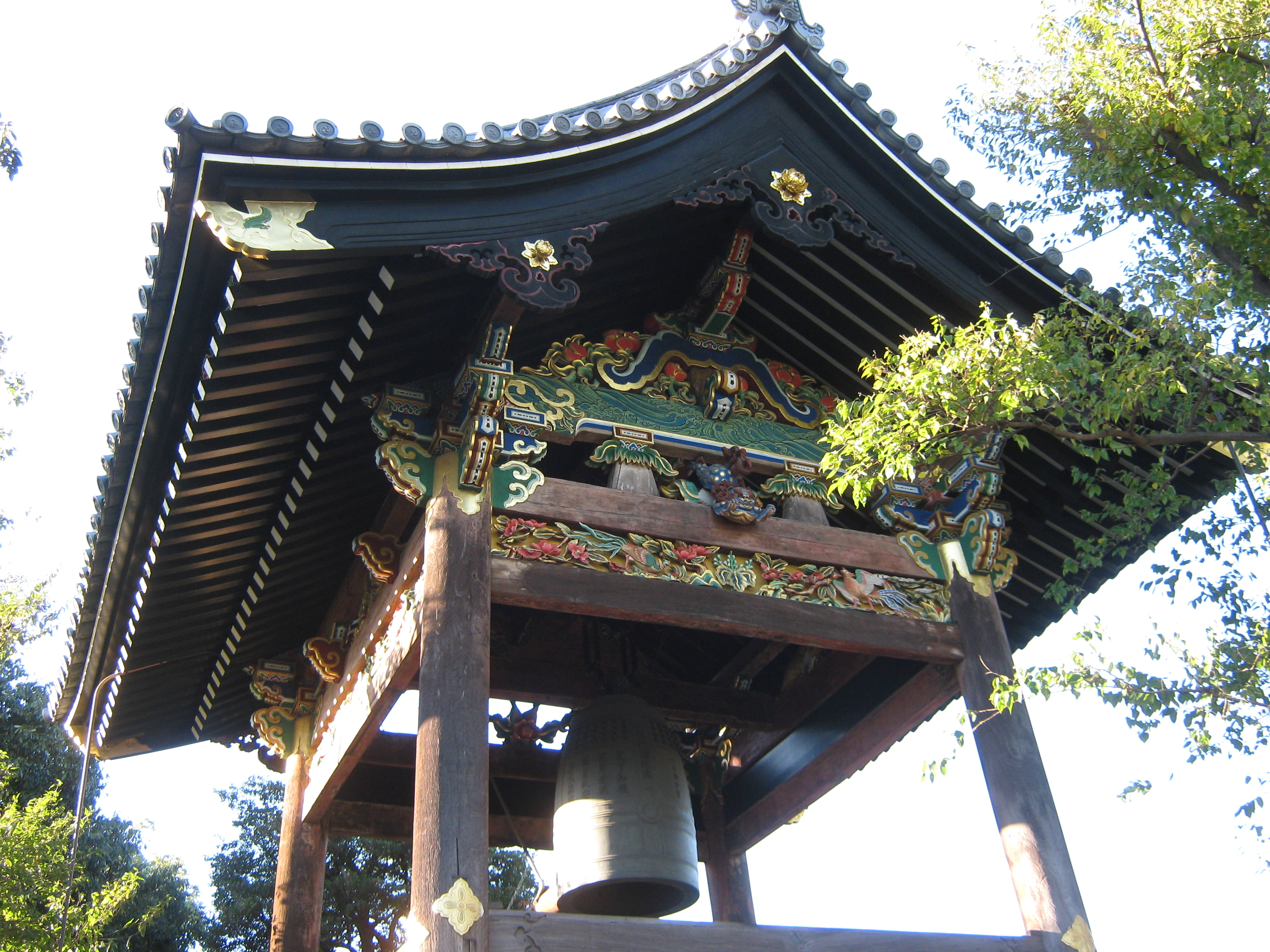
西本願寺梵鐘（京都府京都市）

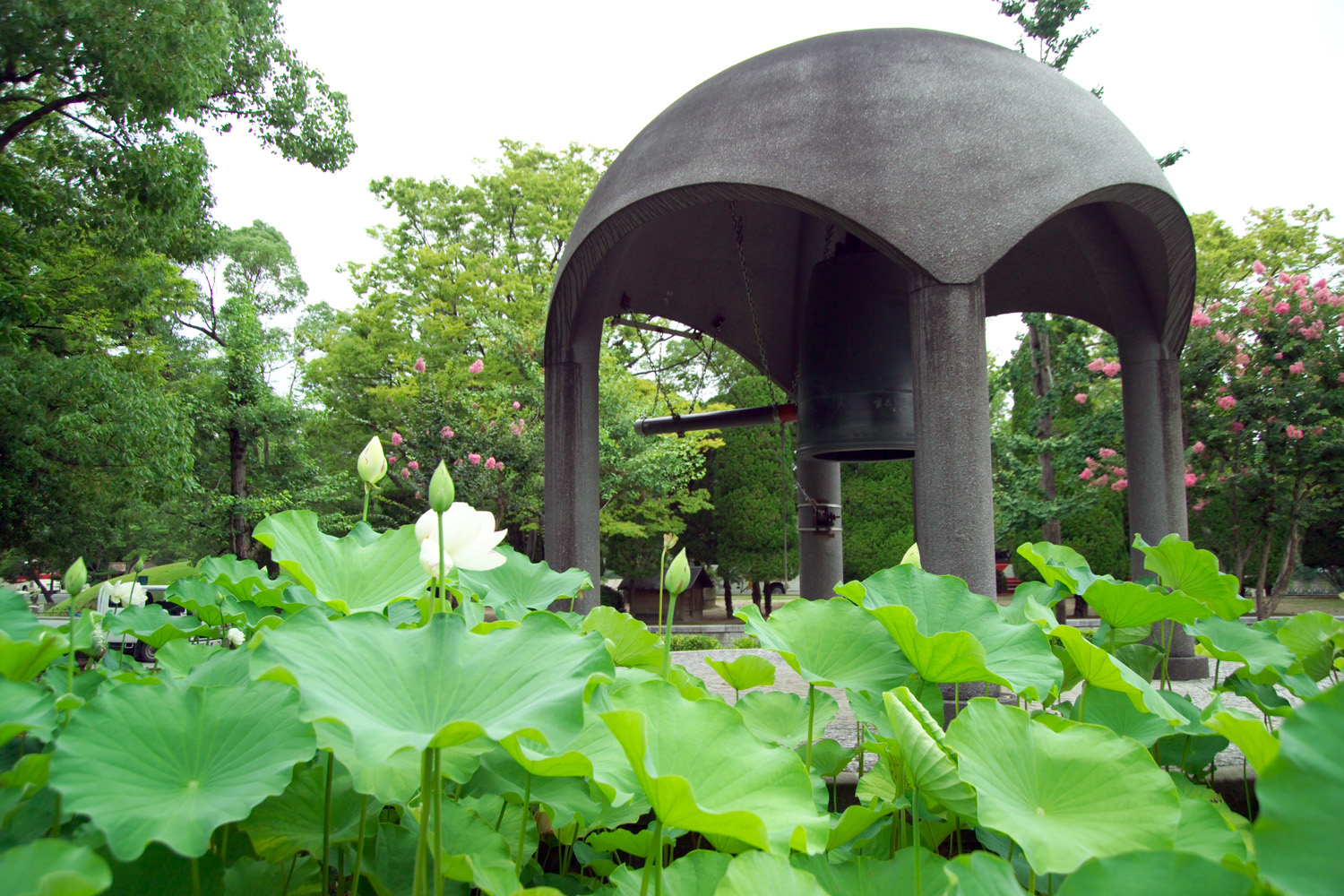
悲願の鐘（広島県広島市）

### 北海道・東北地方
- 瑞巌寺梵鐘[10] - 宮城県宮城郡松島町。
- 復興の鐘 - 岩手県釜石市。東日本大震災後の2011年（平成23年）12月31日建立[11]。
- 鎮魂愛の鐘 - 岩手県大船渡市。東日本大震災後の2013年（平成25年）にサン・アンドレス公園に設置され、2022年（令和4年）にみなと公園に移設された[12]。
- 伊藤久男之像 - 福島県本宮市。2012年[13]。

### 関東地方
- 成田山新勝寺梵鐘[10] - 千葉県成田市。1968年（昭和43年）に人間国宝の香取正彦が老子製作所を工房として製作した。
- 總持寺大傳鐘[10] - 神奈川県横浜市鶴見区。
- 池上本門寺梵鐘[10][2] - 東京都大田区。
- 日本聖公会東京教区聖パウロ教会の鐘[10] - 東京都目黒区。
- 二重橋高欄[10] - 東京都千代田区。
- 靖国神社国旗掲揚塔[10] - 東京都千代田区。
- 千鳥ケ淵戦没者墓苑慰霊墓甕[10] - 東京都千代田区。
- 日枝神社大社号額[10] - 東京都千代田区。
- 輪王寺屋根付大香炉[10] - 栃木県日光市。
- 下館羽黒神社天水桶 - 茨城県筑西市。1977年（昭和52年）。
- 法恩寺梵鐘 - 東京都墨田区[1]。
- 氷川神社青銅製狛犬 - 東京都板橋区。原案は北村西望[14]。
- 大林寺梵鐘[15] - 神奈川県横浜市緑区。

### 中部地方
- 妙立寺梵鐘 - 静岡県湖西市。1954年（昭和29年）[16]。
- 久遠寺思親閣梵鐘[10] - 山梨県南巨摩郡身延町。
- 永平寺天水鉢・灯篭[10] - 福井県吉田郡永平寺町。
- 善光寺忠霊殿相輪[10] - 長野県長野市。
- 佐渡日蓮聖人大銅像[10] - 新潟県佐渡市。
- 一畑山薬師寺涅槃像[10] - 愛知県岡崎市。2012年（平成24年）完成。世界最大の純金箔薬師如来涅槃像。
- 二上山平和の鐘 - 富山県高岡市。1969年（昭和44年）[3]。
- 井波別院瑞泉寺梵鐘 - 富山県南砺市。
- 実相寺日蓮聖人像 - 新潟県佐渡市。
- 御誕生寺梵鐘 - 福井県越前市。

### 近畿地方
- 西本願寺梵鐘[10] - 京都府京都市。
- 三十三間堂蓮華王院梵鐘[10] - 京都府京都市。
- 比叡山延暦寺阿弥陀堂梵鐘[10] - 滋賀県大津市。
- みをつくしの鐘[10] - 大阪府大阪市北区。
- 東本願寺噴水鉢[10] - 京都府京都市下京区。
- 知恩院天水鉢[10] - 京都府京都市東山区。
- 中山寺五重塔相輪・大願塔相輪・太子堂露盤宝珠[10] - 兵庫県宝塚市。
- 南禅寺梵鐘・大鑿子[10] - 京都府京都市左京区。
- 長明寺梵鐘 - 京都府京丹後市。1965年（昭和40年）。
- 念佛宗三寶山無量壽寺大梵鐘 - 兵庫県加東市。
- 東光寺千手観音像 - 滋賀県大津市。

### 中国・四国地方
- 平和の鐘・悲願の鐘[10] - 広島県広島市中区 広島平和記念公園。1967年（昭和42年）に人間国宝の香取正彦が老子製作所を工房として製作した。毎年8月6日の広島平和記念式典で打ち鳴らされる[2]。

### 九州地方
- 安国寺大梵鐘 - 福岡県福岡市。
- 松方正義像 - 鹿児島県鹿児島市。

### 日本国外
この他にもブラジル、オーストラリア、ニュージーランド、スイスなどに納入した実績がある。
- 日本友好庭園（英語版）日本友好の鐘[10] - アメリカ合衆国サンディエゴ。
- 神戸の鐘（英語版）[10] - アメリカ合衆国シアトル。
- 平等院テンプル梵鐘[10] - アメリカ合衆国ハワイ州オアフ島。
- 恋人岬（英語版）恋人たちの鐘[10] - グアム。
- モナス頂部[10] - インドネシア・ジャカルタ ムルデカ広場。
- 国際連合本部ビル日本の平和の鐘[10] - アメリカ合衆国ニューヨーク。
- 法華鐘 - 台湾・新北市。2006年（平成18年）鋳造[1]。
- 法華学問寺梵鐘 - 中国・上海市。2010年（平成22年）鋳造[1]。

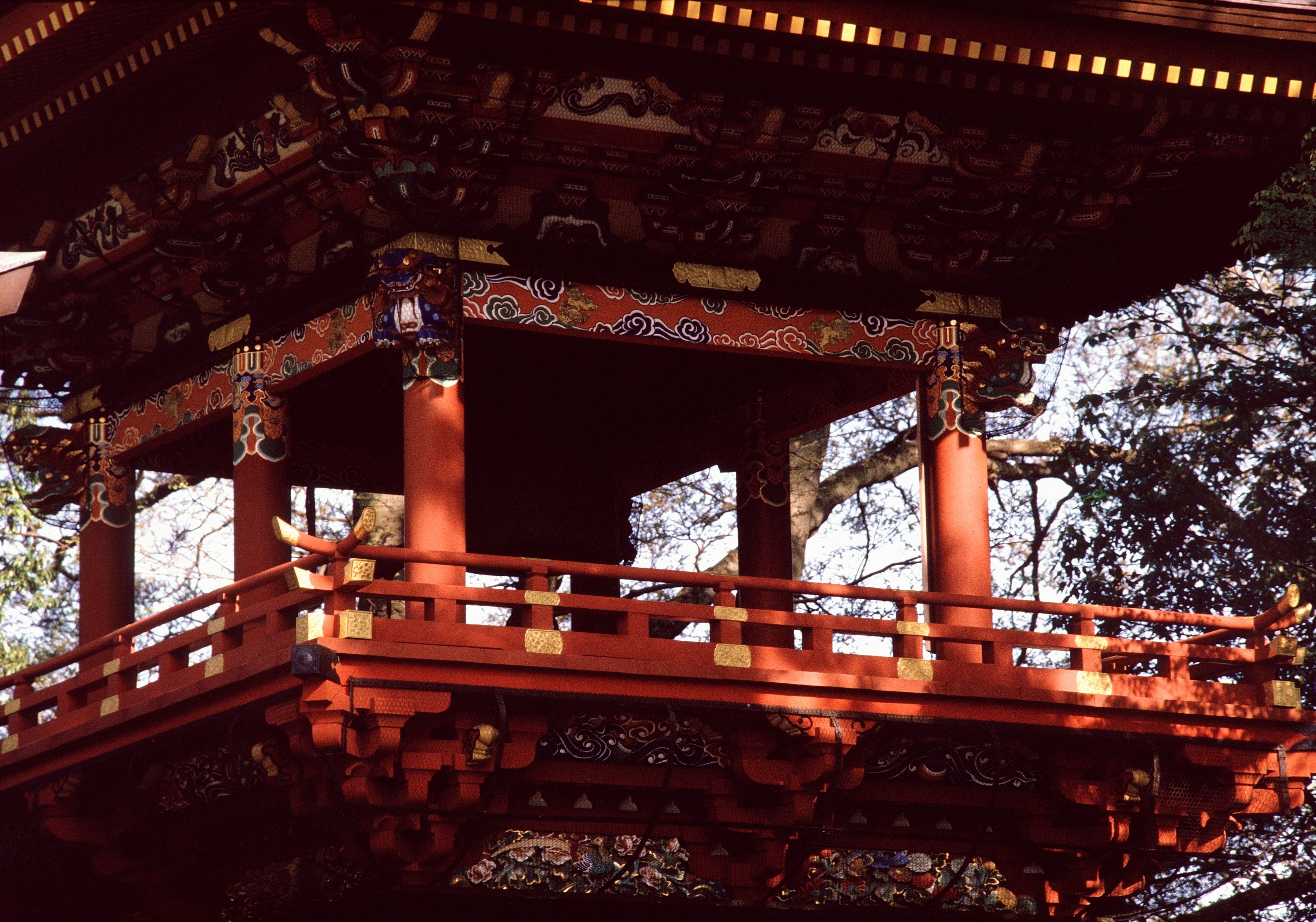
成田山新勝寺梵鐘（千葉県成田市）
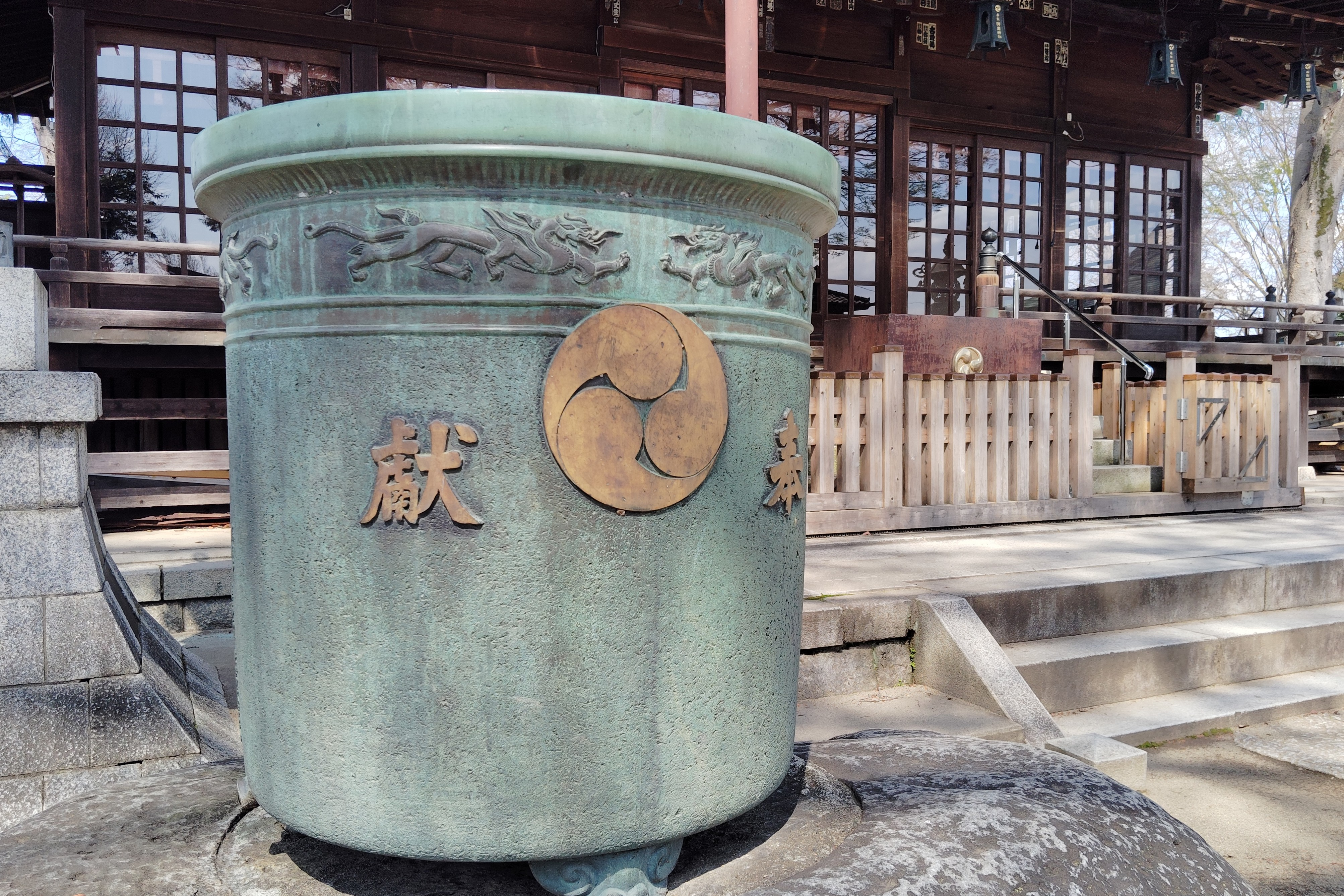
下館羽黒神社天水桶（茨城県筑西市）
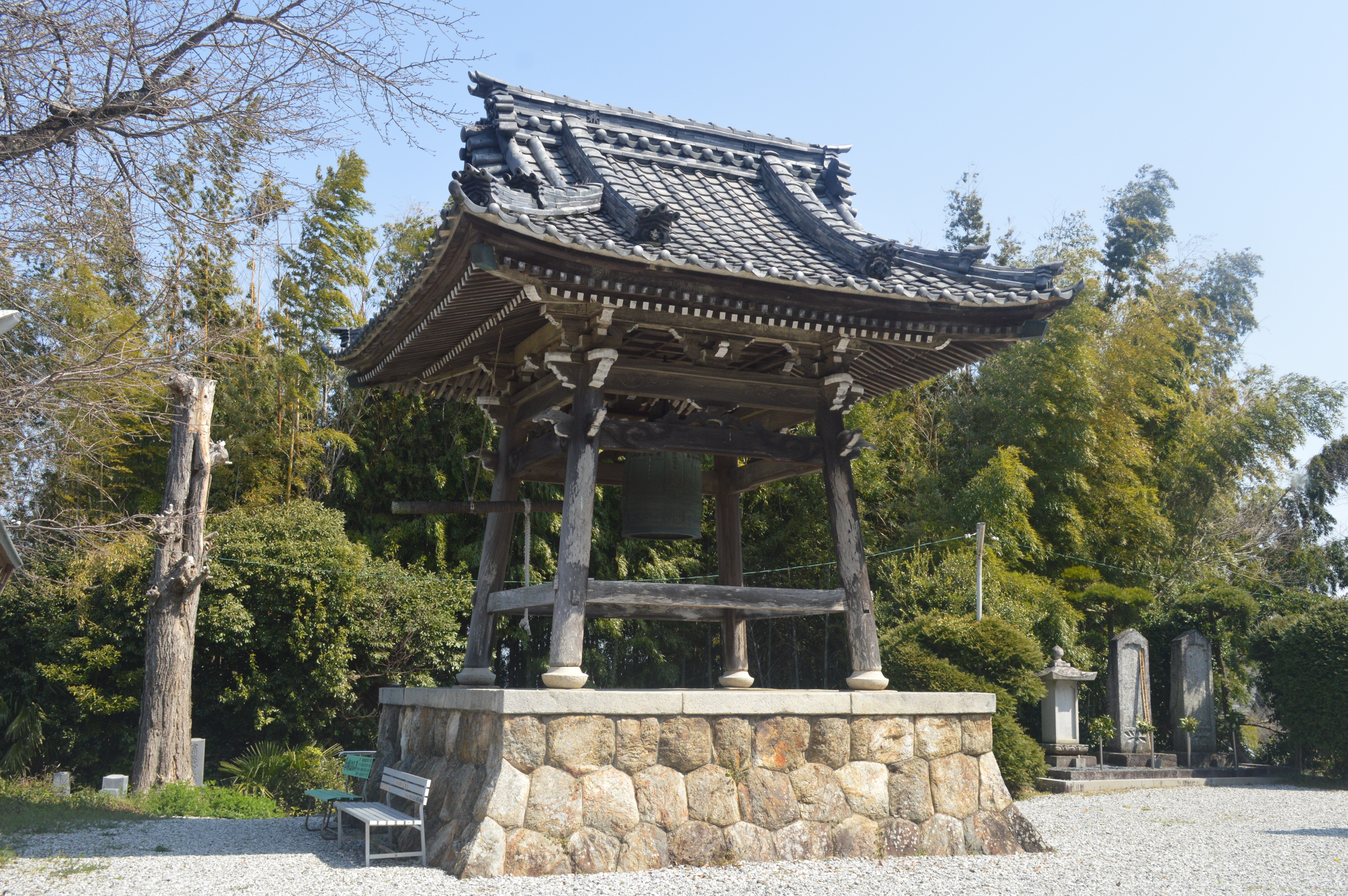
妙立寺梵鐘（静岡県湖西市）
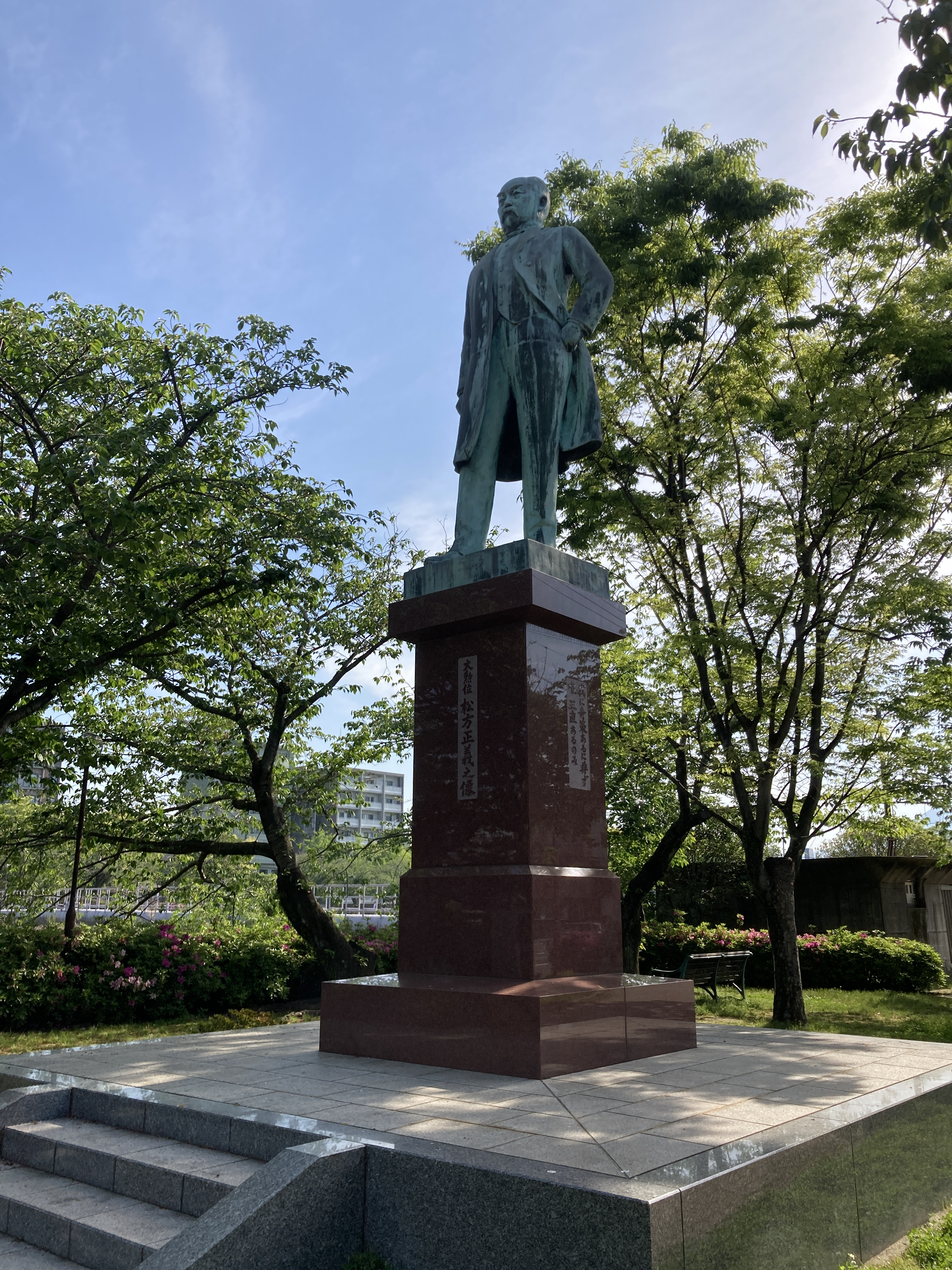
松方正義像（鹿児島県鹿児島市）
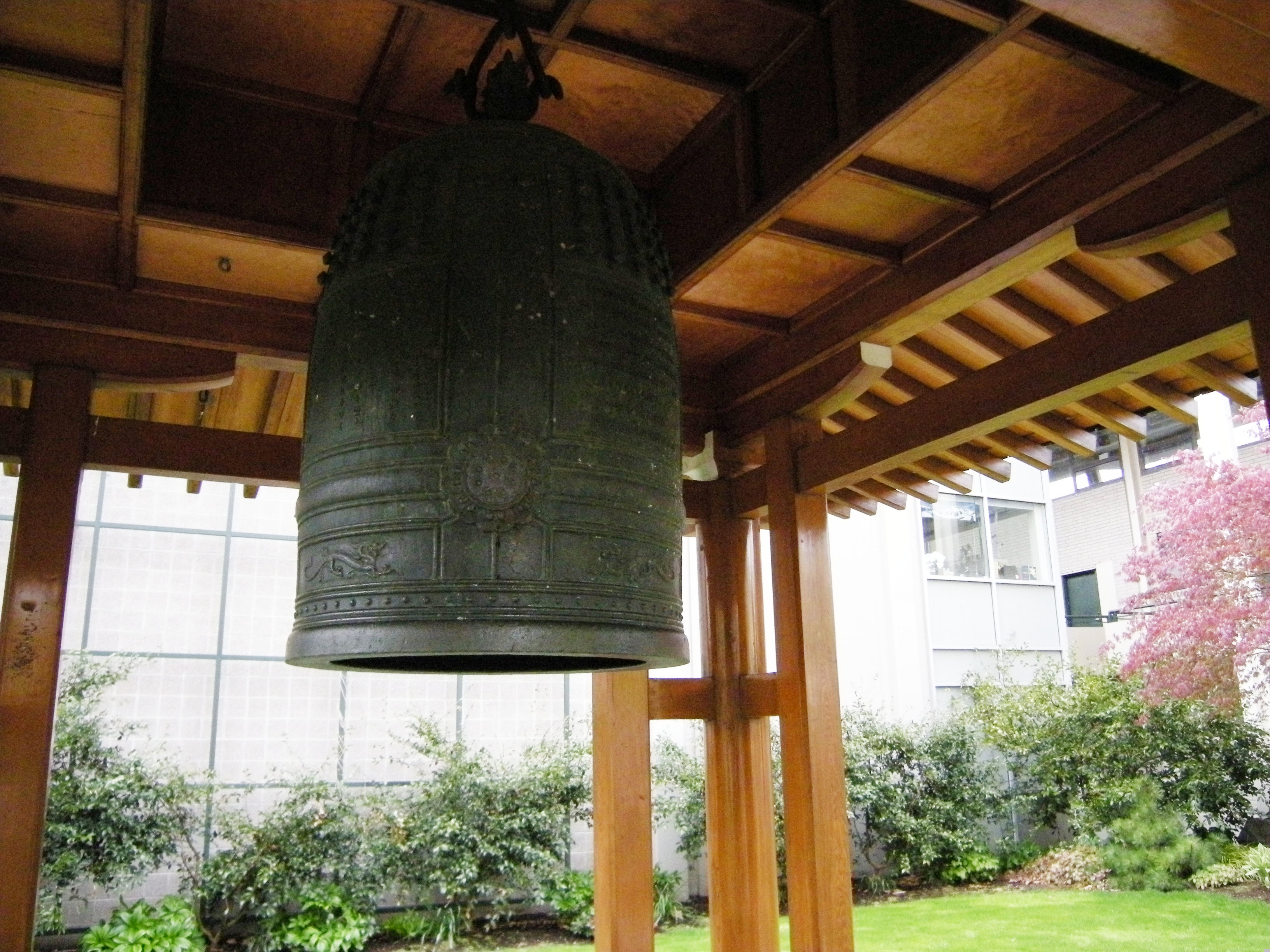
神戸の鐘（シアトル）
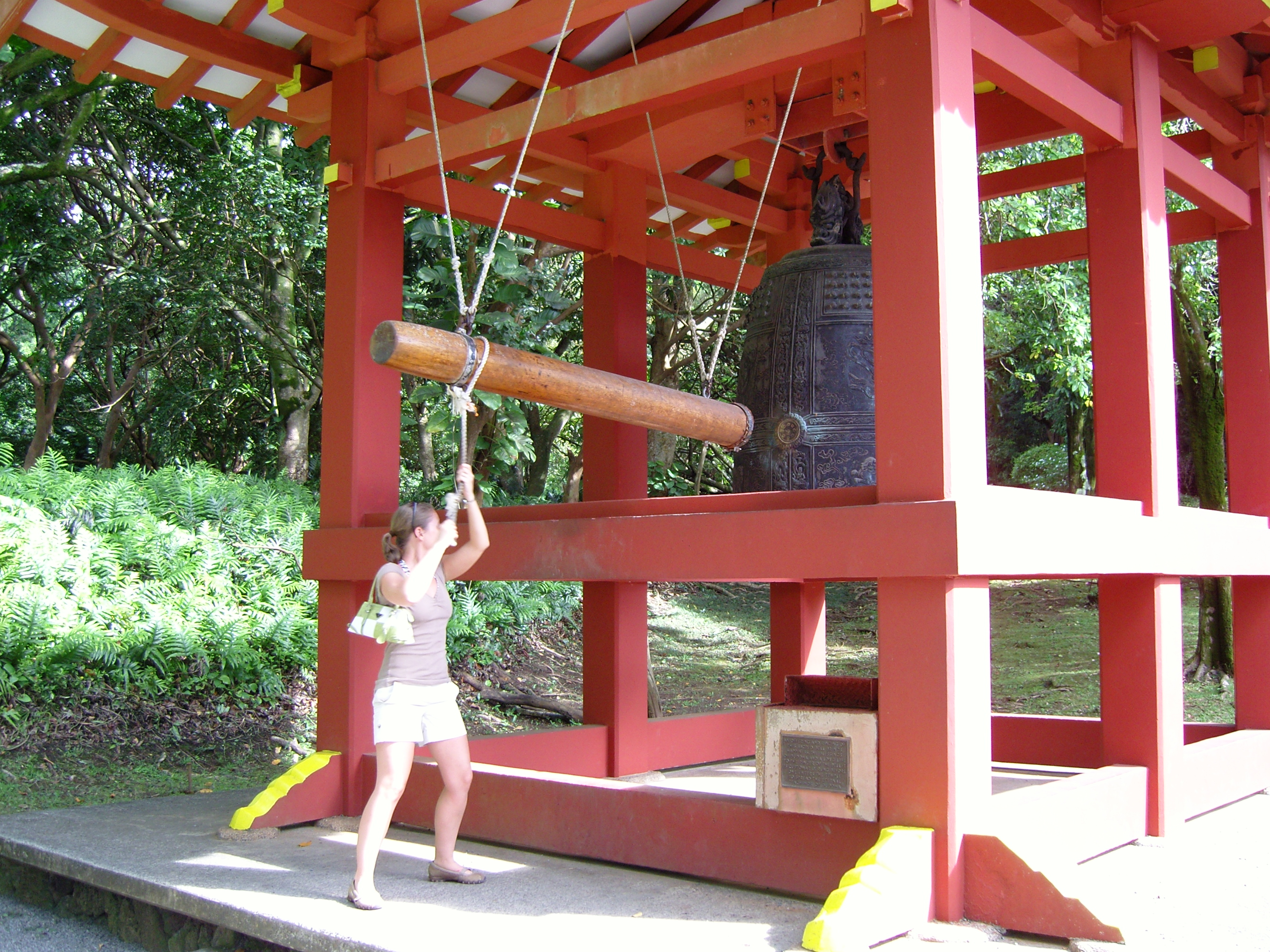
平等院テンプル梵鐘（オアフ島）
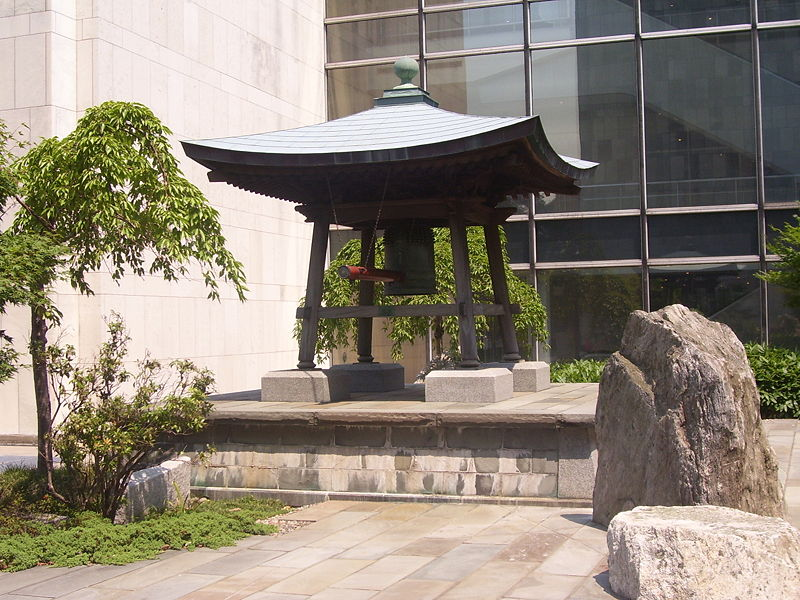
日本の平和の鐘（ニューヨーク）